# فینال جام باشگاه‌های اروپا ۱۹۷۹
فینال جام باشگاه‌های اروپا ۱۹۷۹، رقابت پایانی جام باشگاه‌های اروپا در سال ۱۹۷۹ میلادی است که مابین دو تیم باشگاه فوتبال ناتینگهام فارست و باشگاه فوتبال مالمو در ورزشگاه المپیک مونیخ، مونیخ برگزار شده‌است.
این مسابقه که در تاریخ ۳۰ مه ۱۹۷۹ انجام شده‌است با نتیجه ۱ بر ۰ به سود تیم باشگاه فوتبال ناتینگهام فارست به پایان رسید.